# Narsinghgarh (ciutat)
Narsinghgarh és una ciutat i municipi del districte de Rajgarh a Madhya Pradesh situada a 23° 42′ N, 77° 06′ E / 23.7°N,77.1°E. Consta al cens del 2001 amb 27.657 habitants. El 1901 tenia 8.778 habitants.

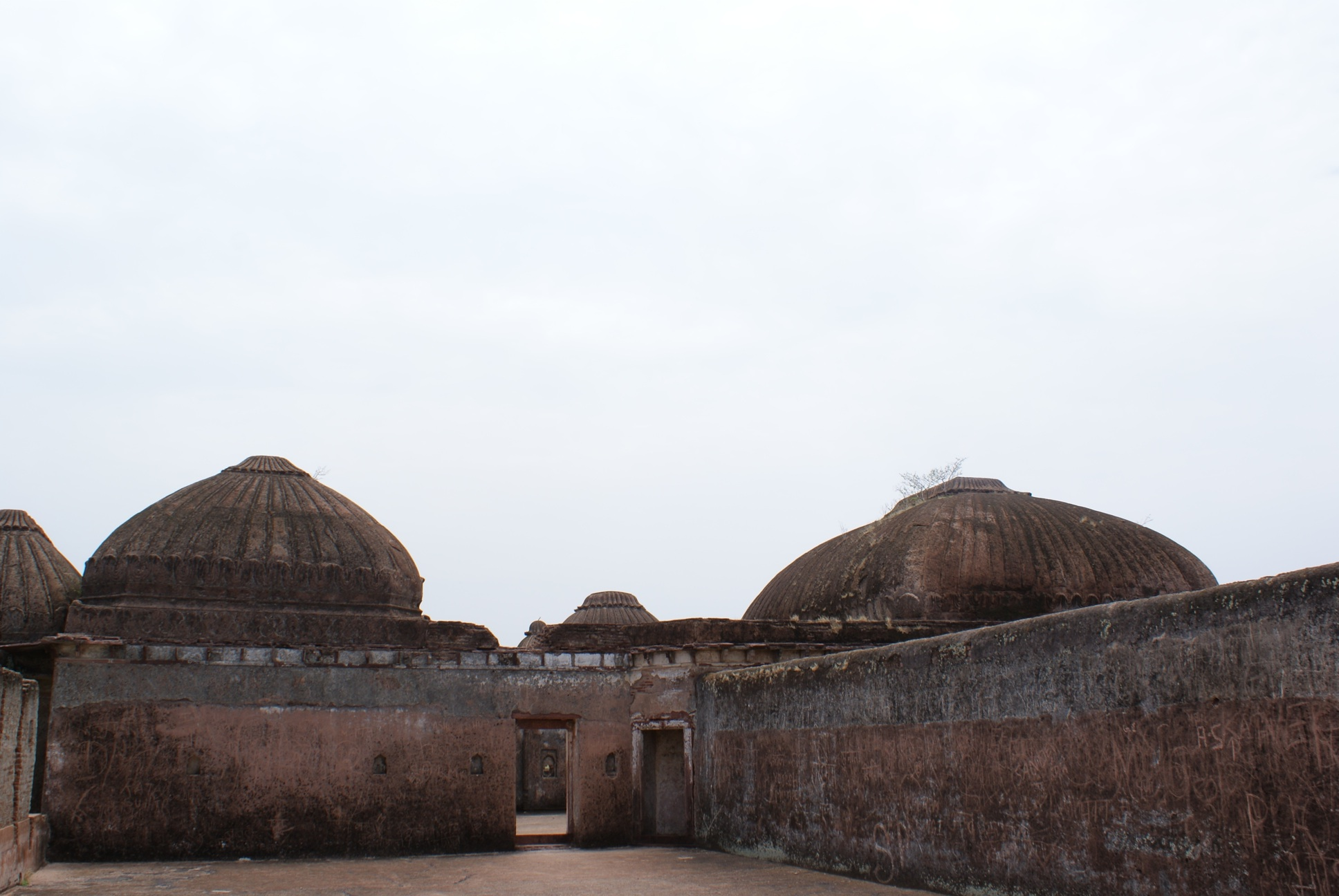
Fort de Narsinghgarh

## Llocs interessants
- Bada Mahadev Mandir
- Chota Mahadev Mandir
- Gupteshwar Mahadev Mandir
- Nadiya Pani
- Kodu Pani
- Fort de Narsinghgarh
- Badi Hanuman Gadi
- Choti Hanuman Gadi
- Paradis dels paons

## Història
Fou fundada per Paras Ram, primer rawat de Narsinghgarh, el 1681, sobre el poble de Toplia Mahadeo, a la vora d'un llac artificial amb un fort i un apalau a les altures al costat.